# Oração centrante
A Oração Centrante é um método de oração silenciosa (meditação) que pode levar à contemplação. Foi resgatado pelo padre William Meninger, O.C.S.O., monge trapista norte-americano por volta de 1970 a partir do livro do autor anônimo do século XVI, "A Nuvem do Não-Saber".
Da mesma forma, vem da tradição hesicasta dos Padres do deserto. Juntamente com D. Thomas Keating e o falecido em 2005 D. Basil Pennington, também trapistas, realizam no mundo inteiro um grande trabalho de divulgação, sendo muito praticada atualmente, em vários países. Thomas Keating criou a organização "Contemplative Outreach", para divulgá-la e há grupos em vários estados americanos e por todo o mundo.

## O Método
Escolhe-se uma "palavra sagrada" ou uma "palavra de amor" como símbolo de sua intenção e consentimento de estar na presença de Deus por vinte minutos. Sentado numa posição confortável, costas eretas, de preferência num lugar onde se possa permanecer sem ser perturbado, o orante fecha os olhos, e, mentalmente, tenta guardar esta palavra no coração. A cada vez que se perceber com sua atenção em outra coisa, simplesmente retorne à sua intenção original, de estar na presença de Deus.